# Calabaceira (Praia)
Calabaceira est un quartier de la ville de Praia, capitale du Cap-Vert sur l'île de Santiago. 

## Présentation
Calabaceira est situé au nord-ouest du centre-ville, sur la rive nord de la ribeira da Trindade. 
Les quartiers voisins sont Vila Nova à l'est, Achadinha au sud, Pensamento à l'ouest et Safende au nord.
Sa population était de 4 582 habitants au recensement de 2010.